# Electrona risso
Espèce
Electrona risso est une espèce de poissons téléostéens de la famille des Myctophidae. Ce poisson marin vit à des profondeurs variant entre 90 et 820 m. Le mâle peut atteindre 8,2 cm de long et a entre 32 et 34 vertèbres. Cette espèce est mature sexuellement à partir du moment où elle fait plus de 5,9 cm de long. Elle est ovipare, et en Méditerranée il se reproduit en été et en automne. C'est une proie de divers poissons comme le Béryx long aux Açores, et le Dauphin de Fraser et le Dauphin à long bec aux Philippines. E. risso se nourrit de copépodes.
On le rencontre dans l'est de l'océan atlantique des îles britanniques à la Namibie, dans la Méditerranée, dans l'ouest de l'atlantique du Suriname au Brésil, au large du Canada, dans l'océan Indien, en Australie et dans l'est de la mer de Chine.